# Gurvansayhan
Gurvansayhan (mongoliska: Гурвансайхан Сум, Гурвансайхан, Gurvansayhan Sum) är ett distrikt i Mongoliet.   Det ligger i provinsen Dundgobi, i den centrala delen av landet, 260 km söder om huvudstaden Ulaanbaatar.